# S/2003 J 4
S/2003 J 4 ist einer der kleineren Monde des Planeten Jupiter.

## Entdeckung
S/2003 J 4 wurde am 5. Februar 2003 von Astronomen der Universität Hawaii entdeckt. Der Mond hat noch keinen offiziellen Namen erhalten – bei den Jupitermonden sind dies in der Regel weibliche Gestalten aus der griechischen Mythologie –, sondern wird entsprechend der Systematik der Internationalen Astronomischen Union (IAU) vorläufig als S/2003 J 4 bezeichnet.

## Bahndaten
S/2003 J 4 umkreist Jupiter in einem mittleren Abstand von 23.930.000 Kilometern in 755 Tagen, 5 Stunden und 46 Minuten. Die Bahn weist eine Exzentrizität von 0,3618 auf. Mit einer Neigung von 149,581° ist die Bahn retrograd, das heißt, der Mond bewegt sich entgegen der Rotationsrichtung des Jupiters um den Planeten.
Aufgrund seiner Bahneigenschaften wird S/2003 J 4 der Pasiphae-Gruppe, benannt nach dem Jupitermond  Pasiphae, zugeordnet.

## Physikalische Daten
S/2003 J 4  besitzt einen Durchmesser von etwa 2 km. Seine Dichte wird auf 2,6 g/cm³ geschätzt. Er ist vermutlich überwiegend aus silikatischem Gestein aufgebaut.
Er weist eine sehr dunkle Oberfläche mit einer Albedo von 0,04 auf, d. h., nur 4 % des eingestrahlten Sonnenlichts werden reflektiert. Seine scheinbare Helligkeit beträgt 23,0m.